# نوبورو تاناکا (بازیکن هاکی روی چمن)
نوبورو تاناکا (انگلیسی: Noboru Tanaka؛ زادهٔ ۱۹۱۲ - درگذشت نامشخص) بازیکن هاکی روی چمن اهل ژاپن بود.